# Nu-Klea Starlite
De Nu-Klea Starlite was een elektrische auto van de Nu-Klea Corporation die gemaakt werd tussen 1959 en 1960. De auto had achterwielaandrijving en twee zitplaatsen. De Nu-Klea Starlite werd gemaakt in Lansing en woog 950 kilogram.
Het autootje had een carrosserie en een afneembaar dak uit glasvezelversterkt plastic. De topsnelheid van het prototype was 42 mph (68 km/u) en het bereik tussen twee laadbeurten was 60 mijl (ongeveer 96 kilometer). De auto werd aangedreven door twee elektromotoren, een voor elk achterwiel. Hij had zeven batterijen: drie voor elke aandrijfmotor en een zevende, kleinere, voor allerlei andere elektrische voorzieningen. Het was de bedoeling om conventionele loodzuurbatterijen te gebruiken van 12 volt. Die wogen samen ongeveer 900 pond (408 kilogram).